# Ekopark

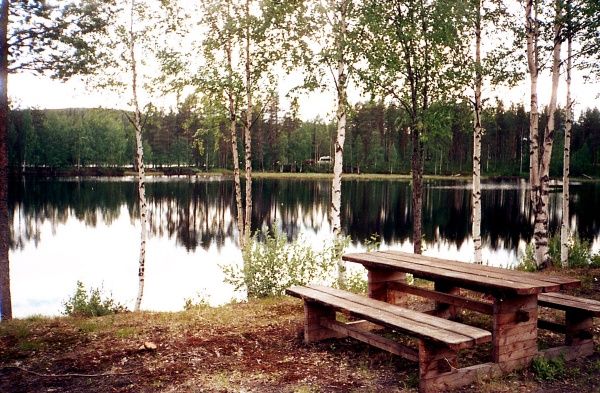
Ekopark Käringberget

Ekopark är ett svenskt skyddat naturområde, som påminner om ett naturreservat. Till skillnad från ett naturreservat, som i allmänhet förvaltas av en länsstyrelse, kommun eller stiftelse, förvaltas ekoparken av det statliga aktiebolaget Sveaskog, eller under liknande namn ("mångfaldspark" för Svenska Cellulosa AB, "kunskapsskog" för Holmen) av andra skogsföretag, som frivilligt valt att i viss omfattning skydda ett naturområde. Ekoparkerna är inte lika skyddade som ett naturreservat, utan skogsbolaget kan fortfarande bedriva skogsbruk på delar av marken. Ekoparkerna är också betydligt större än de flesta naturreservat, eftersom kriterierna säger att de skall vara minst 1 000 hektar.

## Lista över ekoparker i Sverige
- Böda, Kalmar län (Öland)
- Dubblabergen, Norrbottens län
- Ejheden, Dalarna län
- Fjätälven, Dalarna län
- Forsmark, Uppsala län
- Färna, Skinnskattebergs kommun, Västmanlands län
- Galhammar, Bergs kommun, Jämtlands län
- Grytaberg, Ovanåkers och Ljusdals kommuner, Gävleborgs län
- Halle- och Hunneberg, Västra Götalands län
- Hornslandet, Gävleborgs län
- Hornsö, Kalmar län
- Håckren, 40 km söder om Åre, Jämtlands län
- Jovan, Storumans kommun,Västerbottens län
- Karhuvaara, Norrbottens län
- Kilsbergen, Örebro län
- Käringberget, Västerbottens län
- Ledfat, Norrbottens län (Lappland)
- Leipipir, Gällivare kommun, Norrbottens län
- Luottåive, Norrbottens län
- Malingsbo, Dalarnas län
- Maunuvaara, Norrbottens län
- Naakajärvi, Norrbottens län
- Norra Vätterns skärgård, Östergötlands län
- Omberg, Östergötlands län
- Ovansjö, Gävleborgs län
- Piteälven, Norrbottens län
- Raslången, Skåne län
- Rautiorova, Norrbottens län
- Ridö, Västmanlands län
- Rosfors, Norrbottens län
- Skatan, Västerbottens län
- Storklinten, Bodens kommun, Norrbottens län
- Tjadnes nimtek, Arvidsjaurs och Arjeplogs kommuner, Norrbottens län
- Tranuberg, Älvdalens kommun, Norrbottens län
- Varjisån, Norrbottens län
- Vuollerim, Jokkmokks kommun, Norrbottens län
- Öjesjöbrännan, Västmanlands län